# Syndrome de Robinow (forme récessive)
 Mise en garde médicale
Le syndrome de Robinow est une ostéochondrodysplasie avec un faciès caractéristique
et des anomalies des organes génitaux et urinaire. Cette pathologie est reconnue dès la naissance ou rapidement chez le nourrisson.

## Autres noms
- Syndrome de la face fœtale
- Nanisme mésomélique type Robinow récessif

## Étiologie
Mutation du gène ROR2 (en) 602337 localisé sur le locus q22 du chromosome 9 codant le récepteur orphelin de la tyrosine-kinase.

## Incidence et prévalence
100 cas sont actuellement connus principalement dans les familles à fortes consanguinités notamment dans les populations turques ou Omani.

## Description

### Caractéristiques faciales
- Macrocéphalie
- Grand front proéminent
- Hypertélorisme marquée
- Yeux proéminents avec exophtalmie apparent par hypoplasie de la paupière inférieure
- Hypoplasie de la partie inférieure du visage
- Nez en trompette avec dépression nasale et narines éversées
- Grandes bouches avec lèvre supérieure attachée découvrant souvent les incisives
- Dents courbes
- Langue bifide
- Oreilles bas implantées

### Anomalies du squelette
- Petite taille avec croissance lente
- Raccourcissement des membres atteignant surtout les avant-bras
- Hémi vertèbres et cotes absentes ou fusionnées
- Bradydactylie atteignant la phalange distale de l’index et de l’auriculaire

### Anomalies génitales
Hypoplasie des organes génitaux externes chez le garçon comme chez la fille

### Malformations cardiaques
Une fois sur 6 sténose de la valve pulmonaire. Ces malformations sont la principale cause de mortalité.

### Retard de développement
Une personne sur 10 présentera un retard léger.

## Diagnostic

### Clinique
Les signes de la description permettront d’orienter la recherche de la mutation.

### Génétique
Le séquençage permet de retrouver la mutation dans près de tous les cas connus.

### Diagnostic différentiel
- Syndrome de Robinow (forme dominante)
- Syndrome de Jarco-Levin
- Syndrome d'Aarskog
- Omodysplasie

## Conseil génétique

### Mode de transmission
Transmission autosomique récessive

### Diagnostic prénatal

#### Génétique
La recherche de la mutation est possible par biopsie de trophoblaste ou amniocentèse

#### Échographique
Dans les familles à haut risque, l’échographie recherchera une cardiopathie congénitale et l’étude du rapport humérus sur cubitus est un moyen sensible de dépistage.

## Sources
- (en) Online Mendelian Inheritance in Man, OMIM (TM). Johns Hopkins University, Baltimore, MD. MIM Number: 268310
- (en) GeneTests: Medical Genetics Information Resource (database online). Copyright, University of Washington, Seattle. 1993-2005 rob